# Сицилийская держава Дионисия
Сицилийская держава Дионисия — военно-политическое объединение древнегреческих городов Сицилии, созданное Дионисием Старшим. В IV в. до н. э. это государство стало одним из крупнейших и сильнейших государств в Западном Средиземноморье.

## Образование Сицилийской державы Дионисия
После смерти сиракузского тирана Гиерона I в 466 г. до н. э. в Сиракузах устанавливается демократическая форма правления. Демократия устанавливается и во многих других полисах Великой Греции.
Демократический строй Сиракуз оказался довольно прочным и позволил Сиракузам выстоять против Афин во время их Сицилийской экспедиции. Однако силы Сиракуз были подорваны долгой войной, а на самой Сицилии продолжались постоянные военные столкновения между греческими полисами.
Воспользовавшись ослаблением сицилийских городов, Карфаген возобновил свою экспансию на остров, прерванную битвой при Гимере. Высадив весной 409 г. до н. э. под Селинунтом большую армию, карфагеняне взяли его, истребив его жителей или продав в рабство. Вскоре такая же участь постигла и Гимеру. К 405 г. до н. э. карфагеняне захватили Акрагант, Гелу, которым сиракузяне оказали лишь незначительную помощь, и подступили к самим Сиракузам.
Военные неудачи ослабили положение сиракузской демократии, подготовив почву для возникновения тирании. В городе началась борьба между политическими группировками, а лидер сиракузских демократов Диокл, потерпевший от карфагенян ряд поражений, уже не имел авторитета. В 407 г. до н. э. в Сиракузах провалилась попытка переворота вождя сиракузских аристократов Гермократа, который потерпел неудачу и был убит.
В этой сложной политической и военной обстановке в Сиракузах к власти пришёл молодой и честолюбивый Дионисий, свергнувший демократию и установивший свою тиранию.
Укрепив свою власть и подчинив себе все полисные институты, Дионисий приступил к созданию сильной армии, которая к концу его правления достигала огромной величины: 100 тыс. пехоты, 10 тыс. конницы, 400 боевых кораблей. Она комплектовалась как из гражданского ополчения, так и наёмными отрядами, насчитывавшими 30-35 тыс. человек. Дионисий в тяжёлые времена зачислял в армию даже рабов, предоставив им свободу. Он набрал также отборный корпус телохранителей в 10 тыс. человек, которые были опорой его власти. В наёмники Дионисий набирал не только греков, но и кельтов, ливийцев, италиков, иберов, сикулов.
Стабилизировав внутреннее положение Сиракуз, Дионисий приступил к осуществлению активной внешней политики.

## Расширение державы
Особое внимание Дионисий направил на войну с Карфагеном. Проведя несколько военных кампаний (Карфагенские, или Сицилийские, войны) и разгромив карфагенян в ряде сражений, Дионисий захватил большую часть сицилийских городов и внутренние области, населённые сикулами, загнав карфагенян в западный угол Сицилии. Успехи Дионисия были признаны мирным договором с Карфагеном (392 г. до н. э.).
Удачно завершив войну на Сицилии, Дионисий развернул свою экспансию в Южной Италии, подчинив Регий, Кавлонию, Кротон. Кроме того, он приступил к созданию военно-земледельческих колоний на берега Адриатического моря, основав ряд поселений на острове Исса, в устье реки По и на побережье Пицена, что позволило ему контролировать морские пути, и даже начал вмешиваться во внутренние дела иллирийских племён.
В 384 г. до н. э. Дионисий организовал военно-морскую экспедицию в Тирренское море к берегам Этрурии, а затем к островам Эльба и Корсика. Он нанёс этрускам сильное поражение и взял богатую добычу.
Таким образом, в державу Дионисия вошли большинство греческих городов Великой Греции и обширные земли, заселённые местными племенами. Власть Дионисия простиралась на всю юго-западную оконечность Италии до Скиллетийского перешейка включительно, а после подчинения Кротона — и дальше на север, до реки Кратис.
Под контролем Дионисия находились стратегические пункты на побережьях Адриатического и Тирренского морей, где он вывел колонии или построил укрепленные форты. В Адриатическом море это была Исса с дочерними колониями на Чёрной Керкире и на далматском побережье, в Эпетии и Трагурии. На италийском побережье — Адрия, Анкона, Нумана, на побережье Тирренского моря, на Корсике, — так называемая Сиракузская гавань. Опираясь на эти пункты и размещенные там войска и военные корабли, а также на дружественные союзы с вождями иллирийских, италийских и галльских племен, Дионисий мог осуществлять политическое господство или влияние далеко за пределами Сицилии.

## Внешняя и внутренняя политика Сицилийской державы
Дионисий принимал активное участие и в политике Балканской Греции. Он поддерживал традиционно дружеские отношения со Спартой и Коринфом, а в 368 г. до н. э. после ряда конфликтов заключил договор о взаимопомощи и с Афинами. Успехи Сиракуз способствовали притоку на Сицилию иммигрантов из Греции, что позволило основать новые города — Тиндарис, Гадранон и др.
Дионисий старался превратить Сиракузы в культурный центр. Он приглашал к своему двору видных греческих поэтов, художников, философов и учёных. В Сиракузах некоторое время жил Платон. Дионисий покровительствовал проведению в Сиракузах общественных празднеств, финансировал участие сиракузян в общегреческих играх. Сам Дионисий писал трагедии, одной из которых («Выкуп Гектора») в Афинах была присуждена почётная награда. Он написал также мемуары, которые, однако, не сохранились.
Во внутренней политике Дионисий с одними общинами придерживался союзных отношений, оформленными соответствующими договорами — как с греческими городами, так и с сикульскими поселениями. Многие из этих общин сохранили внутреннюю автономию и своё политическое устройство, гарнизоны в них не вводились, дань не взималась. Греческий город Локры Эпизефирские пользовался правом почётного союзника, а дочь знатного локрийца Ксенета Дионисий взял в жёны. Другие общины — Камарина, Гела, Акрагант, (Селинунт и Гимера — до мира, завершившего 3-ю Карфагенскую войну, когда они снова перешли под власть Карфагена), Липары, Милы и Мессана (до её превращения в колонию), Кротон — находились в подчинённом положении, были обязаны выплачивать дань; в них были введены гарнизоны.
В состав державы входили также военные поселения ветеранов. Они в большинстве своём были организованы как отдельные полисы, но находились в прямом подчинении Дионисию.
Таким образом, держава Дионисия имела сложную внутреннюю структуру и сочетала в себе черты как территориальной монархии, так и черты, присущие Афинскому морскому союзу с центральным полисом и зависимыми от него союзными общинами.

## Распад Сицилийской державы
Дионисий правил в Сиракузах 40 лет и умер в 367 г. до н. э. Созданное им государство было непрочным и держалось только на его авторитете. Его наследники не отличались ни характером, ни достаточным талантом, чтобы продолжать его дело.
Со смертью Дионисия в Сиракузах началась борьба за власть между его сыном Дионисием Младшим и шурином Дионисия Дионом. В 357 г. до н. э. Дион отстранил Дионисия Младшего от власти, но не сумел получить поддержку населения и был вскоре убит своими наёмниками. В 346 г. до н. э. Дионисий снова на короткое время захватил власть в Сиракузах.
Воспользовавшись смутой в Сиракузах, Карфаген снова начал войну с ними. Против Сиракуз восстали их союзники и колонии (в частности, из состава державы в 351 г. до н. э. вышел Регий), во многих из которых также начался делёж власти. На Сицилии снова начались столкновения между отдельными полисами. Все эти события привели к быстрому распаду Сицилийской державы.